# Ким, Лариса Валентиновна
Лариса Валентиновна Ким (27 февраля 1958, Южно-Сахалинск, РСФСР, СССР) — казахстанская артистка балета, балетмейстер и балетный педагог. Главный балетмейстер Государственный республиканский академический корейский театр музыкальной комедии. Кавалер Ордена «Достык 2 степени» (2008).

## Биография
- Лариса Ким родилась 27 февраля 1958 года в городе Южно-Сахалинск, РСФСР, СССР.
- В 1972—1977 году окончила Алматинское хореографическое училище имени А. Селезнёва, специальность «Артист ансамбля народного танца»
- В 1994—1999 году окончила Казахский Государственный институт театра и кино им. Т. К. Жургенова, специальность «Режиссёр-хореограф».

## Трудовая деятельность
- 1977—1996 гг. Солистка балета Республиканский корейский театр музыкальной комедии
- 1983—1996 гг. Педагог-репетитор Республиканский корейский театр музыкальной комедии
- 1993—1996 гг. Главный балетмейстер театра
- 1998—2001 гг. Преподаватель, заведующий отделением хореографии Республиканский эстрадно-цирковой колледж им. Ж.Елебекова
- 2001—2005 гг. Преподаватель Алматинское хореографическое училище имени А. Селезнёва
- С 2003 г. Заведующий кафедрой «Педагогика хореографии» Казахская национальная академия искусств
- С 2006 г. Главный балетмейстер Государственный республиканский академический корейский театр музыкальной комедии.

## Постановочные работы
- В качестве хореографа-постановщика
- Спектакли «Ген У и Тин Не», Цай Ен, «Ян Сан Бяк», Ен Сен Нен, «Кто, если не ты?», Ли Дя Хо, «Проделки Ким Сен Дара», Хан Дин, «Хозяйка гостиницы», К. Гольдони, «Сказание о Чун Хян», Ли Ён Хо, «Зимняя сказка», А. Малюченко, «Сказание о Сим Чен», Цой Ен Гын, "Ирония любви"Цой Ен Гын, « Деревенская кадриль», В. Гуркин, « Дорожка фей в саду», А. Ким, « И это всё о женщине», Г. Лорка, «Сказание о янбане», Ен Сен Ен
- Концерт «Разноцветные песни», «Лирика сердец», «Новогодний иллюзион», «Цветы багульника»
- Театрализованное представление «Мышиная возня», «Путь диаспоры», Связанные одной судьбой", «Жеруйык», «Азии таинственный звук», «Благословенны будьте на века», «Новогодний лунный свет»

## Режиссерские работы
- Торжественный концерт «День конституции» (ЦКЗ «Казахстан», г. Астана, 2010—2013, 2017 г. г.)
- Торжественный концерт «Ассамблея народов Казахстана» («Дворец мира и согласия», г. Астана, 2009—2014, 2017 г. г.)
- Торжественный концерт «День Национального единства» («Дворец мира и согласия», г. Астана, 2010, 2011 г. г.)
- Торжественный концерт «Дни культуры Казахстана в Республике Корея» (Сеул, 2010 г.)
- Торжественный концерт, посвящённый открытию 6-й сессии ОБСЕ (ЦКЗ «Казахстан», г. Астана, 2010 г.).
- Торжественный концерт Церемонии зажжения Олимпийского огня «VI зимние Азиатские игры» (площадь «Астана», г. Алматы, 2011 г.)
- Фестиваль искусств государств — членов ШОС («Дворец мира и согласия», г. Астана, 2011 г.)
- Фестиваль культур народов ЕврАзЭС («Дворец мира и согласия», г. Астана, 2011 г.)
- Торжественный концерт "10-й юбилейный Саммит Глав государств «Шанхайской организации сотрудничества» (ЦКЗ «Казахстан», г. Астана, 2011 г.)
- Фестиваль выпускников «Ак-Жол» (Центральный стадион, г. Алматы, 2002—2004 г. г.)
- Ретро-фестиваль «Алматы — моя первая любовь» («Дворец Республики», г. Алматы, 2004—2009 г. г.)
- Международный кинофестиваль « Евразия» («Дворец Республики», г. Алматы, 2006 г.)
- Национальный праздник «Наурыз» (площадь Республики, площадь «Астана» Алматы, 2007—2009 г. г.)
- Торжественный концерт «20 лет Независимости Республики Казахстан» (ЦКЗ «Казахстан», г. Астана, 2011 г.)
- Торжественный концерт «550 лет Казахскому ханству» (Ледовый комплекс «Барыс», г. Астана, 2015 г.)
- Торжественный концерт «25 лет мира и согласия», 25-летие Независимости Республики Казахстан (Велотрек «Сары-Арка», г. Астана, 2016 г.)
- Торжественный концерт «25 лет Независимости Республики Казахстан» («Астана-Опера», г. Астана, 2016 г.)
- В качестве режиссера-постановщика и хореографа-постановщика подготовила и провела более 50 театрализованных и концертных программ государственного и республиканского значения

## Награды
- 2008 — Орден Достык 2 степени, за большие заслуги в развитии казахского хореографического искусства вручил президент Республики Казахстан в резиденции Акорда.[1]
- 2015 — Медаль «20 лет Ассамблеи народа Казахстана»
- 2015 — Медаль «550-летия Казахского ханства»
- 2016 — Медаль «25 лет независимости Республики Казахстан»
- 2017 — Лауреат первой национальной театральной премии «Сахнегер» в номинация « Лучший балетмейстер»[2][3]
- Почетная грамота Министерства культуры и спорта Республики Казахстан
- Почетная грамота Ассамблеи Народа Казахстана
- Отличник образования Республики Казахстана
- «Почётный работник образования Республики Казахстан»